# Pchu Sung-ling
Pchu Sung-ling (čínsky pchin-jinem Pú Sōnglíng, znaky 蒲松齡; 5. června 1640 – 25. února 1715) byl čínský spisovatel.

## Život a dílo
Pchu Sung-ling se narodil ve vesnici Pchu-ťia-čuang v okrese C'-čchuan ve východní Číně na poloostrově Šan-tung čtyři roky před pádem dynastie Ming a tak celý další život prožil za dynastie Čching. Pocházel ze staré, ale zchudlé úřednické rodiny (pravděpodobně tureckého nebo mongolského původu), přesto se mu dostalo důkladného vzdělání. Nikdy se mu však nepodařilo složit vyšší státní zkoušky a nastoupit dráhu úředníka. Žil proto dosti nuzně a živil se jako sekretář a domácí učitel v bohatých rodinách konfuciánské džentry. Jeho životní podmínky se poněkud zlepšily až roku 1672, kdy se tajemníkem a domácím učitelem u váženého statkáře Pi Ťi-joua, v jehož domě žil až do roku 1710.
Pchu Sung-ling je znám především jako autor sbírky fantastických povídek Podivuhodné příběhy ze Studovny klábosení (čínsky v českém přepisu Liao-čaj č'-i, pchin-jinem Liáozhāi zhìyì, znaky 聊齋誌異), jejíž převážnou část napsal v době, kdy žil v chudobě. Předmluva, kterou ke sbírce napsal roku 1679 svědčí o tom, že jí považoval za dokončenou v této době. Knižně vyšla sbírka poprvé roku 1766.
Pchu Sung-ling byl nejen prozaikem, ale také uznávaným básníkem a dramatikem. Napsal řadu básní v klasických formách i ve formě písňové a čtrnáct divadelních her v šantungském dialektu se zpěvy blížící se svou formou lidovému divadlu. Bývá mu také připisován jeden román, ale toto autorství je více než sporné. Psal také eseje, naučná díla o zemědělství a lékařství a také práce o lidových zvycích.
Svou sbírkou Podivuhodné příběhy ze Studovny klábosení (český výbor pod názvem Zkazky o šesteru cest osudu) navázal Pchu Sung-ling na starou tradici čínských fantastických povídek, vnesl však do tohoto žánru nové prvky (kriminální a detektivní motivy, osobní tón, satiru, sociální kritiku a realistické vylíčení lidských povah). Jde o 431 povídek, napsaných virtuózním stylem, z nichž část má folklórní původ, zatímco další jsou dílem autorovy fantazie. Jejich námětem jsou setkání (většinou milostné povahy) s nadpřirozenými a nesmrtelnými bytostmi (vílami, duchy, upíry, kouzelnými liškami atp.), přičemž tato vyprávění autor často proměňuje v příběhy lásky, kdy mezi člověkem a nadpřirozenou bytostí vzniká hluboké citové pouto. Kniha získala velký obdiv nejen u literátů, ale její části byly tlumočeny i ústně.

## Překlady jeho díla
- Strange Stories from a Chinese Studio (tr. Herbert A. Giles). London: T. De La Rue, 1880
- Strange Stories from the Lodge of Leisures (George Soulié). London: Constable, 1913
- Strange Tales of Liaozhai (Lu Yunzhong, Chen Tifang, Yang Liyi, and Yang Zhihong). Hong Kong: Commercial Press, 1982
- Strange Tales from Make-do Studio (Denis C. & Victor H. Mair). Beijing: Foreign Languages Press, 1989.
- Strange Tales from the Liaozhai Studio (Zhang Qingnian, Zhang Ciyun and Yang Yi). Beijing: People's China Publishing, 1997
- Strange Tales from a Chinese Studio (tr. John Minford). London: Penguin, 2006. 562 pages
- Strange Tales from Liaozhai (tr. Sidney L. Sondergard). Jain Pub Co., 2008

## Česká vydání
- Soudce Lu – ze sbírky Podivné příběhy z angličtiny přeložil Karel Weinfurter; in: 1000 nejkrásnějších novel... č. 15. Praha: J. R. Vilímek, 1911
- Zkazky o šesteru cest osudu, SNKLHU, Praha 1954, přeložil Jaroslav Průšek, znovu 1963 a DharmaGaia, Praha 2004
- Vyznání, Odeon, Praha 1974, přeložili Marta Ryšavá a Josef Hiršal, výbor z básní